# Stefan III Wielki

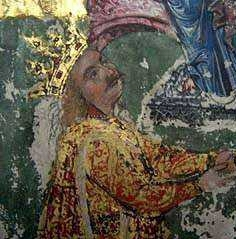
Stefan III Wielki – szczegół miniatury wyświęcenia pochodzącej z Ewangeliarza z Humor (1473) ilustrowanego przez mnicha Nikodema.

Stefan III Wielki (ur. 1433 w Borzești, zm. 2 lipca 1504 w Suczawie), znany również jako Stefan III Mołdawski (rum. Ștefan cel Mare, Ștefan cel Mare și Sfânt, tj. „Stefan Wielki i Święty” w nowocześniejszych opracowaniach), w starszych źródłach polskich Steczko – hospodar mołdawski w latach 1457–1504 z dynastii Muszatowiczów.
Podczas swojego panowania przeobraził Mołdawię w silny organizm państwowy, prowadząc niezależną politykę wbrew interesom i ambicjom Królestwa Węgier, Królestwa Polskiego oraz Imperium Osmańskiego dążących do jej całkowitego podporządkowania. Stefan, zgodnie z tradycją zwyciężył w 34 ze swoich 36 bitew, pokonując m.in. króla węgierskiego Macieja Korwina i króla polskiego Jana Olbrachta. Stał się sławny w Europie na skutek stawianego przez długi czas oporu przeciwko Turkom.

## Młodość i dojście do władzy

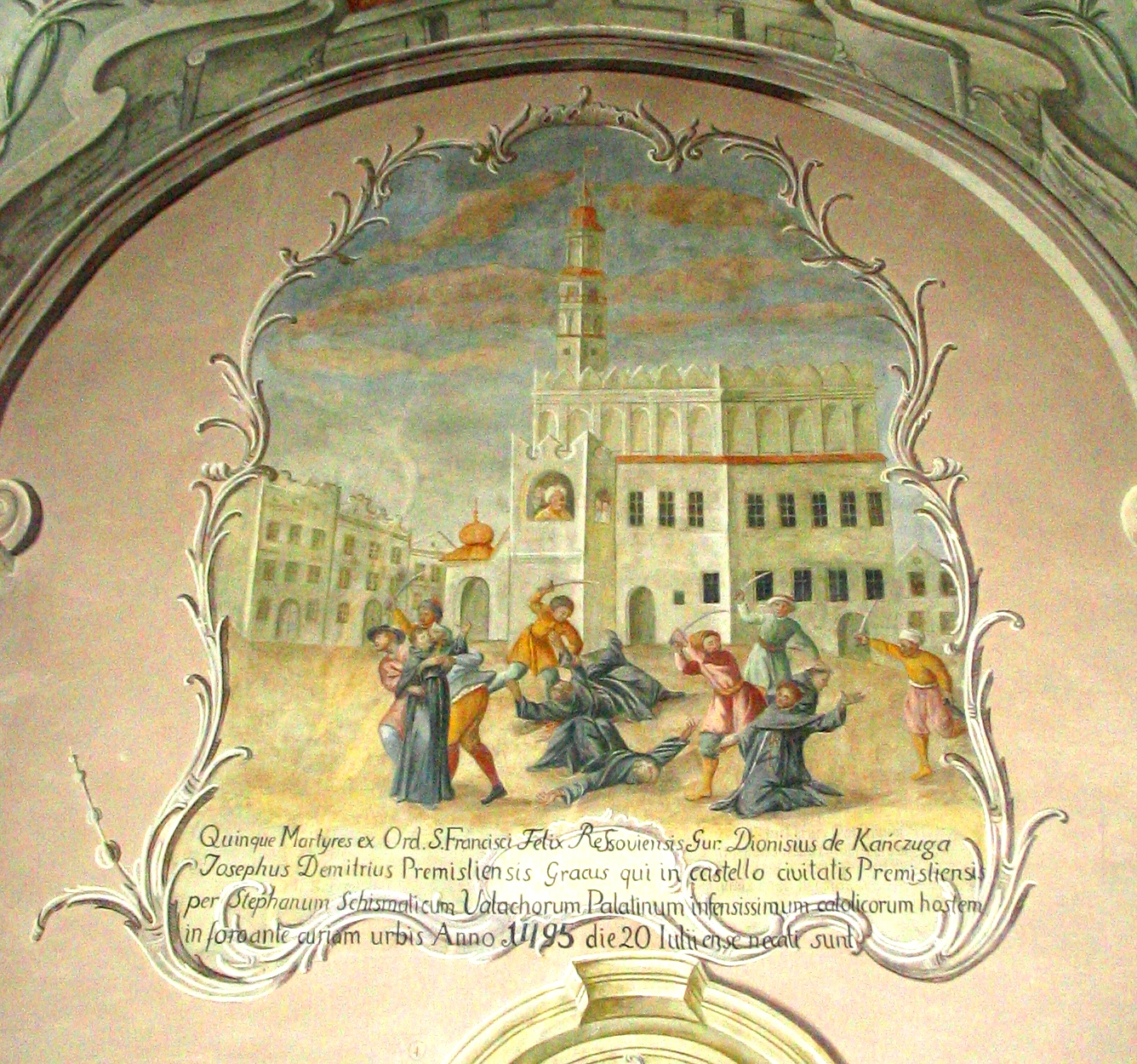
Fresk z kościoła oo. Franciszkanów w Przemyślu przedstawiający śmierć pięciu franciszkańskich zakonników zabitych przez żołnierzy Stefana III Wielkiego na przemyskim rynku w 1498 roku

Stefan III Wielki urodził się w Borzești, w pobliżu miasta Bakowa. Był synem Marii Oltei i hospodara mołdawskiego Bogdana II, który sprawował rządy przez 2 lata (od 1449 do 1451), zanim został zamordowany przez swojego brata Piotra III Arona. W latach 1451–1457 Mołdawię pustoszyła wojna domowa toczona pomiędzy Piotrem III Aronem a Aleksandrem, synem Eliasza i bratankiem Bogdana.
Stefan po śmierci ojca uciekł (wraz z Władem Palownikiem zwanym też Drakulą, który wcześniej schronił się na dworze Bogdana i z którym Stefan się wówczas zaprzyjaźnił) do Siedmiogrodu, poszukując protekcji potężnego wojewody Jana Hunyadyego. W 1456 przeniósł się na dwór Włada Palownika, który objął tron wołoski i w 1457 wsparł Stefana militarnie, darowując mu 6000 konnych. Stefan wykorzystał ich umiejętnie w pokonując Piotra Arona pod Doljești, nieopodal książęcego dworu w Suczawie. Aron uciekł do Polski, a 14 kwietnia 1457 Stefana koronowano hospodarem. Dwa lata później poprowadził najazd na Polskę w poszukiwaniu Arona, jednak napotkał duży opór. Podpisano traktat, na mocy którego Stefan oddał Polsce zamek w Chocimiu oraz uznał polskiego króla Kazimierza Jagiellończyka jako swojego suwerena, po czym złożył mu hołd w Kołomyi. Doszło tam do upokorzenia hospodara: w momencie składania przez niego hołdu lennego rozwarły się ściany namiotu i wojsko polskie oraz wojsko mołdawskie zobaczyło Stefana klęczącego przed królem. Piotrowi Aronowi zakazano wjazdu do Mołdawii.

## Rządy

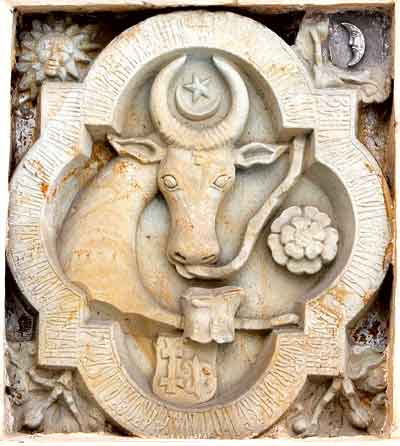
Godło Mołdawii z 1481 roku (monastyr Putna)

W 1461 uderzył na Siedmiogród, gdzie przeniósł się z Polski po podpisaniu układu polsko-mołdawskiego Piotr Aron, nie zdołał jednak go schwytać. W roku następnym spróbował odzyskać oddaną Węgrom przez jednego z poprzedników Kilię, ważny port czarnomorski, kluczowy dla rozwoju handlu mołdawskiego. Udało mu się tego dokonać ostatecznie w 1465, co wywołało reakcję węgierską: w 1467 król węgierski Maciej Korwin uderzył na Mołdawię, zdobywając kilka miast, Stefan jednak pokonał go 15 grudnia pod Baia. W odpowiedzi hospodar mołdawski najechał kilkakrotnie Siedmiogród, podczas jednej z tych wypraw chwytając i zabijając mordercę swego ojca, Piotra Arona. Zdołał w tym czasie także pokonać Tatarów.
Od 1470 zaangażował się aktywnie w sprawy wewnętrzne Wołoszczyzny z uwagi na protureckie nastawienie tamtejszego hospodara Radu Pięknego. Wielokrotne interwencje militarne Stefana miały na celu usunięcie władców sprzyjających Turkom i zastąpienie ich hospodarami antyosmańskimi (m.in. początkowo Basarabem III Starym) – i choć jego starania zawsze kończyły się powodzeniem (kilkakrotnie pokonał wojska tureckie), jego protegowani ostatecznie byli wypędzani z Wołoszczyzny, gdy opuściły ją wojska Stefana albo ulegali Turkom.
Starcia z wojskami tureckimi na Wołoszczyźnie i usuwanie hospodarów wołoskich popieranych przez sułtana oznaczały ostateczne zerwanie z Imperium Osmańskim (podrażnionym już wcześniej zajęciem przez Stefana Kilii, którą Turcy także pragnęli zająć), z którym początkowo Stefan starał się utrzymać choćby pozornie dobre kontakty, płacąc nawet przez pewien czas haracz, do którego zobowiązał się jego poprzednik, Piotr Aron. Świadom narastania konfliktu Stefan szukał pomocy na zewnątrz, jednak z niewielkim skutkiem. Gdy na początku 1475 ruszyła na Mołdawię potężna wyprawa turecka, Stefan mógł jej przeciwstawić dużo mniejsze siły (otrzymał tylko niewielką pomoc z Polski, Węgier i Siedmiogrodu). Mimo to 10 stycznia 1475 rozbił doszczętnie Turków w bitwie pod Vaslui. Zwycięstwo to rozniosło się szerokim echem po Europie, Jan Długosz pisał, że był to pierwszy tak wielki sukces w walce z Turkami w Europie.
Spodziewając się odwetu osmańskiego Stefan ponownie zaczął szukać wsparcia u sąsiadów. Jeszcze w tym samym 1475 uznał zwierzchnictwo Węgier, licząc na ich pomoc w walce z Turkami (w Polsce zbyt niechętnie patrzono na wzrost jego potęgi). Gdy jednak latem 1476 na Mołdawię uderzyły oddziały tureckie, Stefan nie otrzymał oczekiwanego wsparcia i 26 lipca został pokonany w bitwie pod Războieni („bitwie o Białą Dolinę”). Turcy nie zdołali zająć jednak żadnej z najważniejszych twierdz w północnej Mołdawii, ich szeregi zaczęła dziesiątkować zaraza i głód, na dodatek Stefan otrzymał wreszcie wsparcie węgierskie – w efekcie Turcy podjęli odwrót, podczas którego ponieśli znaczne straty.
Po tych wydarzeniach Stefan próbował powrócić do aktywnej polityki na Wołoszczyźnie. Kilkakrotnie jeszcze wyprawiał się na nią zbrojnie, efekty były jednak identyczne jak poprzednio – jego kandydaci osadzani na tronie wołoskim nie mogli się na nim utrzymać po jego odejściu. W efekcie w 1481 doszło do jego porozumienia z Turkami, które nakładało m.in. na Stefana obowiązek płacenia haraczu Porcie. Nie doszło jednak do bardziej znaczącego uspokojenia stosunków mołdawsko-tureckich. W 1484 armia turecka opanowała bez większych problemów dwie kluczowe twierdze portowe nad Morzem Czarnym: Kilię i Białogród.
Ta klęska, a także pokój węgiersko-turecki, skłoniły Stefana do szukania pomocy w Polsce, zaniepokojonej utratą portów, przez które płynął polski handel czarnomorski. 15 września 1485 Stefan złożył ponownie hołd Kazimierzowi Jagiellończykowi w Kołomyi, jednak pomoc polska była niewystarczająca. Wojska tureckie docierały aż pod Suczawę, pojawił się proturecki pretendent do tronu mołdawskiego, który omal nie pokonał Stefana w 1486. Mimo ostatecznego zwycięstwa nad konkurentem, pozycja Stefana słabła, okazało się też, że Polska nie chce nadmiernie angażować się w konflikt nie chcąc drażnić sułtana, a sytuację próbuje wykorzystać dla realizacji swoich planów wobec Mołdawii. W efekcie Stefan zdecydował się na podpisanie w 1487 traktatu z sułtanem Bajazydem II, na mocy którego w zamian za coroczną daninę składaną Porcie Mołdawia zachowywała własne rządy. Od XVI wieku Mołdawia kolejne 300 lat trwała jako tureckie lenno.
Wydarzenie to oznaczało pogorszenie stosunków Stefana z Polakami, którzy oskarżali także mołdawskiego władcę o podburzanie chłopów ruskich na terenie Polski. Dochodziło do różnych utarczek na pograniczu polsko-mołdawskim. Mimo to ponawiał w Polsce propozycje wspólnego ataku na Portę – jego plany uzgodniono wreszcie 1494 na spotkaniu w Lewoczy z królem Polski, Janem Olbrachtem, elektorem brandenburskim Janem Cicero i królem Węgier i Czech Władysławem Jagiellończykiem. W niewyjaśnionych okolicznościach Stefan otrzymał jednak od Węgrów informację o tym, iż faktycznym celem polskiej wyprawy będzie nie tylko pokonanie Turków i odbicie portów czarnomorskich z ich rąk, ale także osadzenie na tronie mołdawskim polskiego księcia Zygmunta (przyszłego Zygmunta Starego).
Z tego powodu, gdy w czerwcu 1497 Jan I Olbracht ruszył na Mołdawię, by odbić Kilię i Białogród, Stefan zerwał związek lenny z Polską uznając się za lennika tureckiego. Otrzymał on posiłki tureckie, a także węgierskie. Wojska Olbrachta bez powodzenia oblegały od 24 września do 18 października Suczawę – wobec odcięcia ich przez Stefana od zaopatrzenia i widma głodu, zawarty został rozejm i Polacy rozpoczęli odwrót. Wskutek jednak powstałego nieporozumienia Stefan uderzył na wycofujących się przez Bukowinę ku Śniatyniowi Polaków i rozbił ich 26 października pod Koźminem. W 1498 to hospodar mołdawski uderzył na Polskę, pustosząc ziemie przygraniczne. Pokój został podpisany w 1499, dzięki niemu został m.in. stracony w Czchowie w 1501 przebywający w Polsce Eliasz, syn Piotra Arona, jeden z przywódców opozycji przeciwko Stefanowi.
W 1502 na wieść o śmierci Jana Olbrachta zajął Pokucie, uprzednio sprzymierzony z Turcją i Moskwą.
W stosunkach wewnętrznych próbował ograniczyć wpływy wielkich bojarów, nieraz przeciwko niemu spiskujących (czy to popierających Piotra Arona, czy też innych pretendentów, m.in. w latach 1494–1495), na rzecz drobniejszej szlachty oraz żywiołu miejskiego, słabego jednak w Mołdawii z uwagi na brak większych ośrodków. Pamiętając także losy swego ojca i jego braci, pragnął uchronić swój kraj przed zamętem bratobójczych walk o tron, co też do pewnego stopnia mu się powiodło.
Stefan zmarł w Suczawie, otruty jakoby przez stronników sułtana. Został pochowany w monastyrze w Putnie, który ufundował w latach 1466–1469, wokół którego w 1481 wybudował fortyfikacje i który w 1498 odbudował po wielkim pożarze z 1484.
Jego następcą został jego syn Bogdan Ślepy. Na tronie zasiadł później również jeden z licznych nieślubnych synów Stefana, Piotr Raresz.

## Znaczenie

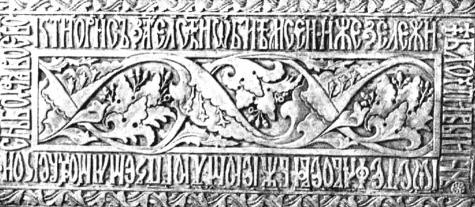
Kamień grobowy Stefana III Wielkiego w cerkwi monastyru Putna

Stefan Wielki był zapewne najwybitniejszym władcą średniowiecznej Mołdawii. Obdarzony wielkimi zdolnościami z dużym powodzeniem przez wiele lat na czele niewielkich sił opierał się o wiele potężniejszym sąsiadom. Mimo ostatecznej porażki i podporządkowania Imperium Osmańskiemu, zdołał zapewnić Mołdawii względną niezależność i dobrą organizację wewnętrzną. Jego sukcesy uczyniły jego imię głośnym w całej Europie. Po zwycięstwie nad Turkami w bitwie pod Vaslui został obdarzony przez papieża Sykstusa IV przydomkiem Athleta Christi (Zapaśnik Chrystusa; tytuł uprzednio przyznawany Skanderbegowi i Janowi Hunyadyemu).
Bardzo pobożny, Stefan podczas swego długiego panowania przeprowadził szereg fundacji cerkwi i monastyrów, z których wiele dotrwało do naszych czasów (wedle tradycji miał ufundować tyle klasztorów, ile stoczył bitew). Swą religijność potwierdził złożeniem Wysokiej Porcie opłaty w imieniu atoskich monastyrów zapewniając w ten sposób Athosowi przedłużenie swoistej autonomii (od kiedy w 1430 został podbity przez Ottomanów).
Działalność Stefana na tym polu, połączona z jego walką przeciwko Turkom, która była odbierana także jako walka w obronie chrześcijaństwa przeciwko zalewowi islamu, spowodowała uznanie go za świętego (został kanonizowany przez Rumuński Kościół Prawosławny).
Jego wizerunek został umieszczony na rumuńskiej monecie obiegowej o nominale 20 lejów bitej w latach 1991-1996.

## Literatura
- J. Demel, Historia Rumunii, Wrocław 1970.